# Světová výstava 1867

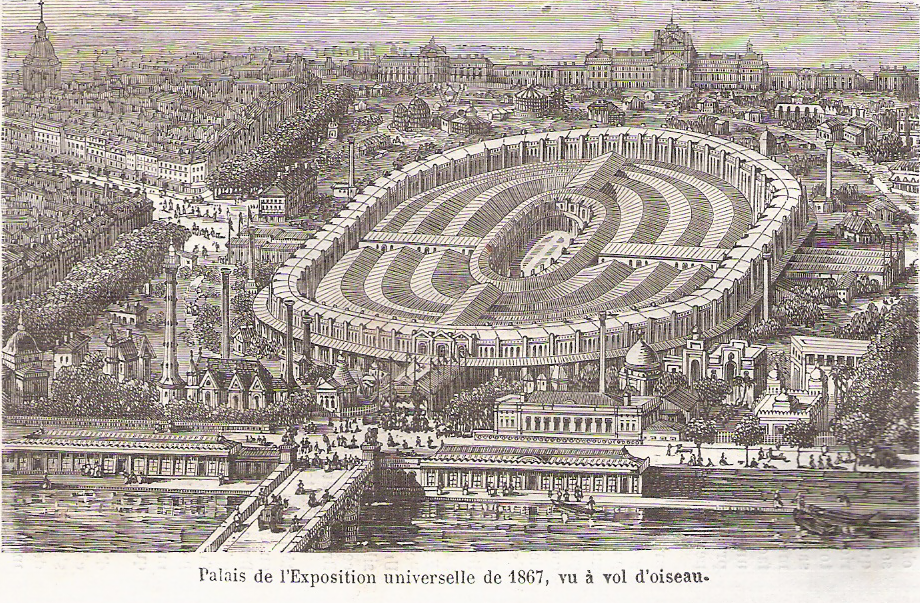
Celkový pohled na výstaviště

Světová výstava 1867 byla v pořadí čtvrtá světová výstava a zároveň druhá, která se uskutečnila v Paříži. Trvala od 1. dubna do 3. listopadu 1867 na Champ-de-Mars. Nazývala se Světová výstava umění a průmyslu (Exposition universelle d'Art et d'industrie) a zúčastnilo se jí 50 226 vystavovatelů z 41 zemí.

## Příprava
V roce 1864 císař Napoleon III. rozhodl, že se příští světová výstava bude konat v Paříži v roce 1867. Financování bylo zajištěno ze strany vlády, města Paříže a ze soukromých darů. Napoleon III. jmenoval komisi složenou z významných osobností politického a hospodářského života druhého císařství, která měla organizaci výstavy na starosti. V čele komise stáli císařův bratranec Napoléon Joseph Charles Paul Bonaparte a inženýr Frédéric Le Play (1806–1882). Jako místo konání bylo vybráno vojenské cvičiště Champ-de-Mars s rozlohou 50 ha. Komise jmenovala v březnu 1867 italského skladatele Rossiniho čestným předsedou Výboru hudební kompozice. Jeho Óda na Napoleona III. a jeho statečný lid (L' Hymne à Napoléon III et à son vaillant peuple) se stala oficiální hymnou výstavy. Oficiálním fotografem výstavy byl jmenován Pierre Petit.

## Výstavba výstaviště
Inženýr Jean-Baptiste Krantz a architekt Léopold Hardy řídili od roku 1865 výstavbu mohutné oválné budovy o rozměrech 490x380 metrů. Stavba byla dokončena za pouhé dva roky a podílelo se na ní 26.000 dělníků. Budova byla zděná se železnou konstrukcí a byla rozdělena na šest tematických galerií. Kolem hlavní budovy se rozprostíral park, který navrhli inženýr Jean-Charles Alphand a krajinářský architekt Jean-Pierre Barillet-Deschamps, a kde stály menší národní a průmyslové pavilony. Tehdy mladý Gustave Eiffel byl pověřen stavbou Galerie des machines (Pavilon strojů). Při stavbě bylo nutné upravit terén. Bylo postaveno nádraží a malá železnice usnadňující přepravu osob a materiálu.

## Expozice
Muzeum historie práce představovalo vývoj průmyslových odvětví. Zvláštní sekce byla věnována zlepšování morální a materiální situace pracovníků s prezentací zboží pro domácnost. Zástupci dělníků byli vyzváni, aby informovali o zkušenostech ve svých profesích.
Velký prostor na výstavě dostaly francouzské kolonie. Maroko, Tunisko a Alžírsko vystavovaly v centrálním pavilonu, a dokonce měly svůj vlastní výbor a porotu pro udělování zvláštních cen. Výstavní komise požádala každou kolonii o vytvoření exotického prostředí, které by umožnilo návštěvníkům poznat jejich zemi.
V galerii nových materiálů přitahoval zvědavost nový kov – hliník a také ukázky využití ropy.
Na výstavě rovněž představil archeolog a egyptolog Auguste Mariette, člen komise egyptského místokrále výsledky své vědecké práce.
Američané Charles a Norton Otisovi představili výtah opatřený bezpečnostní brzdou vhodný pro výškové budovy.
V oblasti hudebních nástrojů Josef Gabriel Gaveau představil klavír, jehož část byla nahrazena jednostranným zrcadlem, které umožňovalo pozorovat detaily vnitřního mechanismu.
Francouzský vynálezce Henri Giffard nabídl výstup v balonu plněném vodíkem (5000 m3). Balon se nacházel na Avenue de Suffren a návrat zpět na zem zajišťoval parní naviják.
Podmořská společnost z New Yorku představila skafandr.

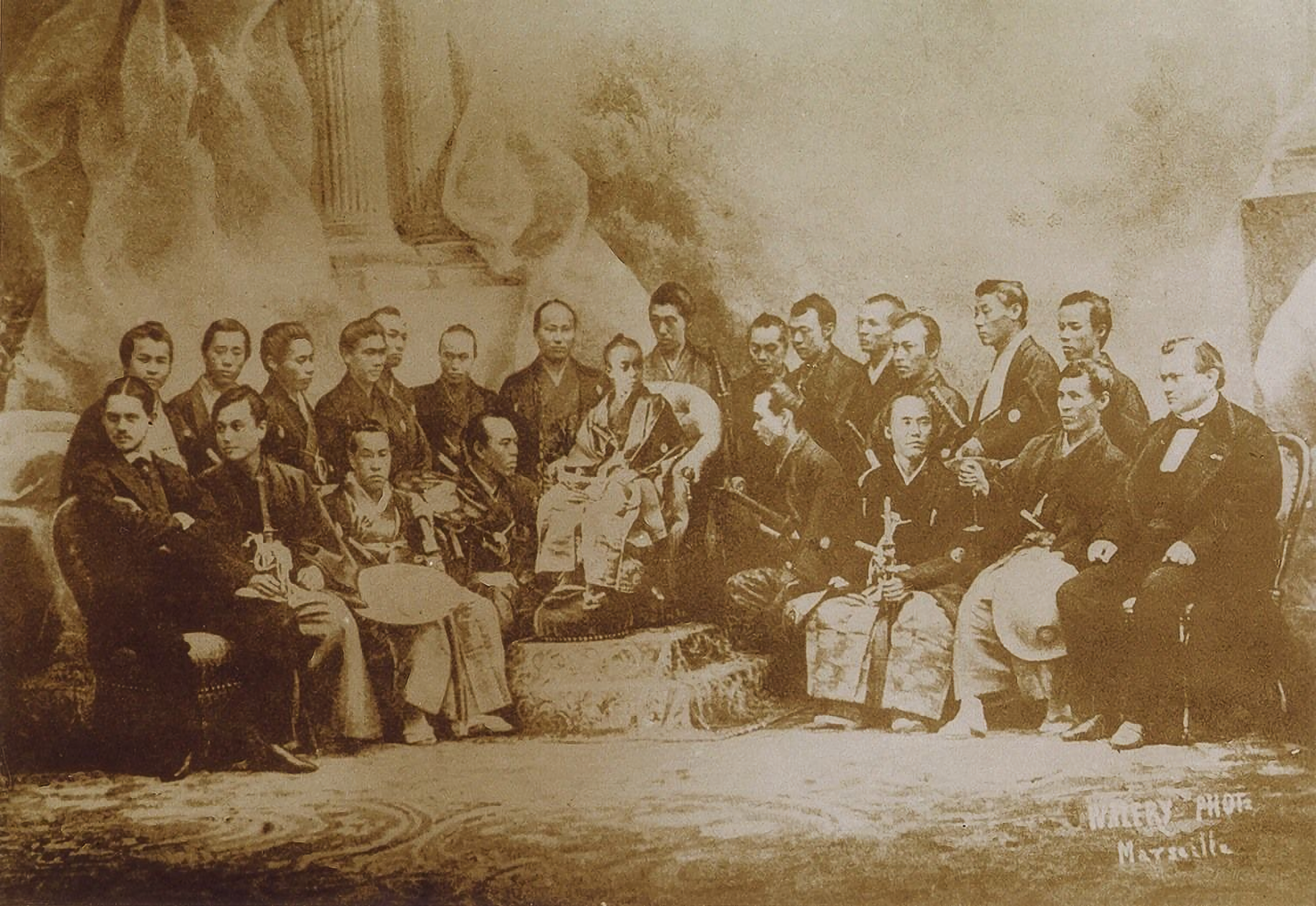
Japonská delegace na výstavě

## Návštěvníci
Výstavu zhlédlo přes deset milionů platících návštěvníků. K významným návštěvníkům patřili portugalská královna Marie Pia Savojská, švédský princ Oskar, belgický král Leopold II. a královna Marie Jindřiška Habsbursko-Lotrinská, ruský car Alexandr II., osmanský sultán Abdulaziz, princ waleský Eduard, král Ludvík II. Bavorský, alžírský emír Abd al-Kádir, německý korunní princ Vilém,  Otto von Bismarck nebo bratr posledního japonského šóguna.

## Zajímavosti
- Victor Hugo, ještě v exilu, napsal předmluvu, která sloužila jako úvod do průvodce pro světovou výstavu
- Hans Christian Andersen se na výstavě inspiroval k napsání jedné ze svých povídek
- Jules Verne se inspiroval velkým akváriem pro 800 ryb, které pak popsal jako pohled z okénka Nautilu ve svém románu Dvacet tisíc mil pod mořem
- U příležitosti výstavy se v Paříži poprvé představily lodě bateau-mouche

## Vítězové
- Zlaté medaile: město Baccarat za dvě vázy a křišťálovou fontánu 7 metrů vysokou, firma P.-H. Herz neveu et Ce za dokonalou výrobu klavírů, vinařství Chateau Rayne Vigneau, město Saint-Émilion za 34 vystavovatelů vlastního vína.
- Stříbrná medaile: Joseph Gabriel Gaveau za prosklený klavír
- Bronzová medaile: společnost Latscha et Cie (za litinu)
- Fotograf Charles Reutlinger